# Kunsthalle Düsseldorf
A Kunsthalle ("hall das artes") é uma instituição cultural localizada na cidade de Düsseldorf, na Alemanha. Fundado em 1881, realiza exposições temporárias, sedia eventos e mantém publicações voltados às artes visuais. A instituição não conserva acervo próprio.

## Histórico
Por iniciativa de uma associação de artistas de Düsseldorf, a Kunsthalle foi inaugurada em 3 de julho de 1881, com um desfile de trajes históricos. Sua primeira sede foi um edifício projetado pelos arquitetos Ernst Giese e Paul Weidner - um palacete aludindo à forma de um arco do triunfo.
No nicho localizado na loggia da fachada principal, encontrava-se um mosaico de Fritz Roeber, intitulado Die Wahrheit als Grundlage aller Kunst ("a verdade como base de toda arte"), ladeado por quatro cariátides esculpidas por Leo Müschen, que sustentavam a arquitrave onde se apoiava o frontão. A escadaria principal era decorada por seis grandes painéis e 16 lunetas, aludindo ao tema "o destino das artes em tempos de mudança".
O edifício recebeu diversas ampliações até 1909. Após a Primeira Guerra Mundial, a Kunsthalle sediou importantes mostras dedicadas à vanguarda artística alemã, como as dos grupos Das Junge Rheinland, Der Blaue Reiter e Die Brücke.
O edifício foi muito danificado durante a Segunda Guerra Mundial, mas continuou a abrigar exposições nos primeiros anos após o término do conflito na Europa. No fim dos anos 50, decidiu-se demolir o antigo edifício e erguer uma nova sede para a Kunsthalle.

## A novaKunsthalle
A nova sede da Kunsthalle foi inaugurada em 1967, no mesmo terreno em que se encontrava o antigo edifício em estilo neoclássico. O projeto, em estilo brutalista, ficou a cargo dos arquitetos Konrad Beckmann e Christoph Brockes, que empregaram blocos pré-fabricados de concreto, por razões meramente econômicas.
Além da Kunsthalle, o edifício abriga a Kunstverein für die Rheinlande und Westfalen, uma associação regional de colecionadores e artistas da Renânia do Norte-Vestfália. Desde a inauguração, diversas mostras de grande relevância ocorreram no edifício, destacando-se a série Prospect, realizada anualmente entre 1968 e 1976, responsável por apresentar ao público alemão um grande número de artistas contemporâneos internacionais. Entre o final da década de 90 e 2002, o edifício esteve fechado para reforma.